# El Comulgatorio

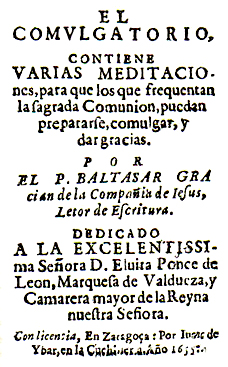
Primera edición de El Comulgatorio, Zaragoza, Juan de Ybar, 1655.

El Comulgatorio (Zaragoza, 1655) es un tratado que se ocupa de la preparación del cristiano para recibir la comunión escrito por Baltasar Gracián.

## Contenido y estructura
Este libro, según desvela la portada de la obra, «contiene varias meditaciones para que los que frecuentan la sagrada Comunión puedan prepararse, comulgar y dar gracias». «Meditaciones» es el nombre que el jesuita asigna a los capítulos de esta obra, en la línea de sus obras anteriores, donde se titulaban «primores» (El Héroe), «realces» (El Discreto), «discursos» (Agudeza y arte de ingenio) o «crisi(s)» (El Criticón).
El capítulo o meditación primera sirve a la preparación del cristiano para recibir la comunión, el segundo al acto de la comunión propiamente dicha, el tercero a los frutos que se obtienen de recibir el cuerpo de Cristo y el cuarto a dar gracias. Estas meditaciones están divididas en puntos o temas de reflexión y, a su vez, cada punto presenta dos partes separadas tipográficamente por un asterisco.

## Estilo
El que podría considerarse como el último libro escrito por Gracián (sólo le queda por publicar la tercera parte de El Criticón en 1657), es un libro de carácter religioso, que publica por primera vez con su verdadero nombre, no con el de «Lorenzo Gracián» de su hermano o bajo un anagrama como el «García de Marlones», seudónimo bajo el cual publica la Primera parte de El Criticón. Es libro es muy distinto de los hasta ahora publicados por el aragonés, tanto en temática como en estilo, mucho más discursivo y llamando a los afectos, más cercano a la oratoria sagrada que a la sentenciosa filosofía moral.
En el prólogo de esta obra, y quizá debido a los problemas que tuvo con su orden para la publicación de sus obras, nos dice:

Entre varios libros míos que se me han prohijado, este solo reconozco por mío, digo legítimo, sirviendo esta vez al afecto más que al ingenio. Hice voto en un peligro de la vida de servir al Autor de ella con este átomo, y lo cumplo delante todo su pueblo, pues se estampa brindando a las devotas almas con el cáliz de la salud eterna. Llámole El Comulgatorio, empeñándole en que te acompañe siempre que vayas a comulgar, y tan manual, que le pueda llevar cualquiera en el seno o en la manga.
Baltasar Gracián, El Comulgatorio.

De este párrafo se ha deducido que el libro es el resultado del cumplimiento de una promesa hecha en un momento de peligro de muerte, quizá en sus estancias como confesor en episodios ocurridos durante la sublevación de Cataluña. Quizá Gracián se decidiera a escribir una obra más adecuada a los mandatos de su Orden que los tratados morales profanos que había escrito hasta la fecha. Con El Comulgatorio Gracián abandona el estudio del ingenio y se dedica al de los afectos, cultivado por centenares de escritores espirituales del Siglo de Oro.
En cuanto al género de El Comulgatorio, la crítica se divide entre quienes piensan que es una pieza de oratoria sagrada, es decir, un sermón (de la Flor 1981), y los que sostienen que la obra pertenece al género de los libros de devoción (Giménez 1986, Eickhoff 1993). Efectivamente, se cultivó por esta época un género piadoso que tuvo bastantes cultivadores entre los jesuitas (que llevaban cartapacios donde anotaban sus temas para la meditación), como Luis de la Palma, o Juan Eusebio Nieremberg.
El Comulgatorio ofrece una profusa imaginería cuyo objeto es la meditación. Destacan imágenes y figuras retóricas relacionadas con el gusto. En concreto, aparecen abundantes paralelismos entre la Eucaristía y el acto físico de comer. Veamos un ejemplo:

Viéndole ya el Padre de las misericordias aseado, dígnase de sentarle a su mesa, y para satisfacer su gran hambre, dispone sea muerto el más lucido ternerillo de sus manadas, y que todo entero, sazonado al fuego del amor, se lo presenten delante. Comenzó a cebarse con tanto gusto como traía apetito: el pasto era sabroso, su necesidad grande. ¡Con qué gusto comería! ¡Oh, cómo se iría saboreando! Mirándoselo estaría su buen padre, y diría: «Dejadle comer, que lo que bien sabe, bien alimenta; trinchadle más, hacedle plato, coma a satisfacción y hágale buen provecho!».
El Comulgatorio, «Meditación II. Del convite del hijo pródigo, aplicado a la comunión.»

### Ediciones

#### Ediciónprinceps
- Baltasar Gracián, El Comulgatorio, Zaragoza, Juan de Ybar, 1655. (Biblioteca Nacional de España. Sig. R/22037.) Descripción analítica: EL/ COMULGATORIO,/ CONTIENE / VARIAS MEDITACIO-/ nes, para que los que frequentan/ la sagrada Comunión, puedan/ prepararse, comulgar, y/ dar gracias. / POR/ EL P. BALTASAR GRA/cian de la Compañia de Iesus,/ Letor de Escritura./ DEDICADO/ A LA EXCELENTISSI-/ma Señora D. Eluira Ponce de/ Leon,Marquesa de Valdueza,y/ Camarera mayor de la Reyna/ nuestra Señora./ Con licencia, En Zaragoça : Por Iuan de/ Ybar,en la Cuchiller.a.Año 1655.

#### Ediciones modernas
- Evaristo Correa Calderón (ed.): Baltasar Gracián, El Comulgatorio, Madrid, Espasa-Calpe (col. Clásicos Castellanos), 1977. ISBN 84-239-3816-6
- Miguel Batllori, Aurora Egido y Luis Sánchez Laílla (eds.): Baltasar Gracián, El Comulgatorio, Zaragoza, Prensas Universitarias de Zaragoza (col. Clásicos Aragoneses Larumbe), 2003. ISBN 84-7733-644-X